# Driven to Distraction
Driven to Distraction (Tendência à Distração em português) é um livro de 1994 sobre o distúrbio do déficit de atenção (DDA), escrito pelos psiquiatras americanos Edward Hallowell e John Ratey.